# 変奏曲
変奏曲（へんそうきょく、英: Variations, 独: Variationen）とは、一つの主題が様々に変奏され、主題と変奏の一つ一つが秩序を保つように配列された楽曲である。
変奏（英: Variation, 独: Variation）とは、主題のリズム、拍子、和声などを変えたり、旋律にさまざまな装飾を付けるなどして変形することである。
欧米の言語では変奏 (Variation) の複数形（英: Variations, 独: Variationen, 仏: Variationsなど）が「変奏曲」の意味になる。

## 概要
変奏曲が独立した作品として作曲される場合は、「○○の主題による変奏曲」「○○による主題と変奏」のように題され、通称として「○○変奏曲」などと呼ばれる。また、大規模な作品の一つの楽章として変奏曲の形が取られることもある。作品によっては、主題に「Thema」を、各変奏に「Var. I」、「Var. II」、「Var. III」のように番号を、付す場合がある。大きくなるとコーダとしてフーガなどが付く場合がある。変奏曲は、自作でない旋律を主題とすることも多く、その当時流行っていた通俗的な旋律を主題に持つものや他人の楽曲からのもある。
パッサカリアやシャコンヌも変奏曲の一種であり、原則的にバスが変化しない。また、バロック時代の舞曲で、中間部などにdouble（ドゥーブル）と書かれたものがある。これも、変奏曲のひとつである。

## 著名な変奏曲

### 独立した変奏曲
- ダウランド：『ラクリメ、あるいは七つの涙』（「流れよ、わが涙」と同じ主題を用いた7つの変奏曲を含む作品集）
- コレッリ：ラ・フォリア（ヴァイオリンと通奏低音のためのソナタ作品5の第12番）
- J・S・バッハ：ゴルトベルク変奏曲〈クラヴィーア練習曲集 第4部「アリアと種々の変奏」〉
- モーツァルト：きらきら星変奏曲〈フランスの歌曲「ああ、お母さん聞いて」による12の変奏曲〉
- ハイドン：アンダンテと変奏曲ヘ短調
- ベートーヴェン：6つの変奏曲〈パイジエッロの歌劇「水車屋の娘」の二重唱「わが心もはやうつろになりて（うつろな心）」の主題による6つの変奏曲〉
- ベートーヴェン：エロイカ変奏曲（「プロメテウスの創造物」の主題による15の変奏曲とフーガ）
- ベートーヴェン：創作主題による32の変奏曲
- ベートーヴェン：ディアベリ変奏曲
- リース：スウェーデンの国民歌による変奏曲
- リース：｢ルール・ブリタニア｣による変奏曲
- ディアベリのワルツによる変奏曲 - チェルニー・シューベルト・リストら50人の作曲家による合作
- シューマン：アベッグ変奏曲
- シューマン：交響的練習曲
- シューマン：主題と変奏
- メンデルスゾーン：厳格な変奏曲
- アルカン：イソップの饗宴
- リスト：パガニーニによる超絶技巧練習曲 第6番「主題と変奏」（「24の奇想曲」の第24番の主題による）
- リスト：パガニーニによる大練習曲 第6番「主題と変奏」（上記の曲を改訂したもの）
- リスト：死の舞踏（グレゴリオ聖歌「怒りの日」による変奏曲）
- リスト：ヘクサメロン変奏曲（リストと、友人のショパンやタールベルクなどによる合作）
- ブラームス：ハイドンの主題による変奏曲
- ブラームス：ヘンデルの主題による変奏曲とフーガ
- ブラームス：パガニーニの主題による変奏曲（「24の奇想曲」の第24番の主題による）
- フランク：交響的変奏曲
- チャイコフスキー：ロココの主題による変奏曲
- エルガー：エニグマ変奏曲（創作主題による変奏曲）
- ドヴォルザーク：交響的変奏曲
- レーガー：モーツァルトの主題による変奏曲とフーガ
- アレンスキー：チャイコフスキーの主題による変奏曲
- ラフマニノフ：パガニーニの主題による狂詩曲（「24の奇想曲」の第24番の主題による）
- R・シュトラウス：交響詩『ドン・キホーテ』
- コダーイ：ハンガリー民謡「孔雀は飛んだ」による変奏曲
- リャプノフ：ロシアの主題による変奏曲 作品49
- リャプノフ：グルジアの主題による変奏曲 作品60
- グラズノフ：主題と変奏 作品72
- シェーンベルク：管弦楽のための変奏曲 作品31
- シェーンベルク：主題と変奏 作品43a/43b
- ヴェーベルン：ピアノのための変奏曲 作品27
- ヴェーベルン：管弦楽のための変奏曲 作品30
- ラヴェル：ボレロ
- ブラッハー：パガニーニの主題による変奏曲（「24の奇想曲」の第24番の主題による）
- マリピエロ：主題のない変奏曲
- ジェフスキー：「不屈の民」変奏曲
- ポランスキー：寂道（クロフォード変奏曲）
- ドナトーニ：フランソワーズ変奏曲
- ウォルトン：ヒンデミットの主題による変奏曲
- ブリテン：青少年のための管弦楽入門「パーセルの主題による変奏曲とフーガ」（パーセルの劇付随音楽『アブデラザール』の「ロンド」の主題による）
- C・T・スミス：フェスティヴァル・ヴァリエーション
- マルセル・ケンツビッチ(津堅直弘(元NHK交響楽団首席トランペット奏者)のペンネーム)：胃腸薬(正露丸）の主題による4つの変奏曲
- ギーゼキング：フルートとピアノのためのグリーグの主題による変奏曲
- ギーゼキング：チェロとピアノのためのヴォルガの舟歌による変奏曲

### 大規模な作品の1楽章としての変奏曲
- J.S.バッハ：無伴奏ヴァイオリンパルティータ第2番BVW1004の第5楽章「シャコンヌ」
- ハイドン：弦楽四重奏曲ハ長調op.76-3「皇帝」の第2楽章
- モーツァルト：クラリネット五重奏曲の終楽章
- モーツァルト：ピアノソナタ第11番（トルコ行進曲付き）の第1楽章
- モーツァルト：ピアノ協奏曲第24番の終楽章
- ベートーヴェン：交響曲第3番の第4楽章
- ベートーヴェン：交響曲第5番の第2楽章
- ベートーヴェン：交響曲第9番「合唱付」の第3楽章、第4楽章
- ベートーヴェン：ピアノソナタ第12番の第1楽章
- ベートーヴェン：ピアノソナタ第23番「熱情」の第2楽章
- ベートーヴェン：ピアノソナタ第30番の終楽章
- ベートーヴェン：ピアノソナタ第32番の終楽章
- パガニーニ：24の奇想曲の第24番
- シューベルト：ピアノ五重奏曲「鱒」の第4楽章（自作歌曲「鱒」による）
- シューベルト：弦楽四重奏曲第14番「死と乙女」の第2楽章
- ブラームス：交響曲第4番の終楽章（パッサカリア）
- ブラームス：クラリネット五重奏曲の終楽章
- ドヴォルザーク：交響曲第8番の終楽章
- チャイコフスキー：ピアノ三重奏曲「偉大な芸術家の思い出に」の第2楽章
- ニールセン：木管五重奏曲第3楽章。前奏曲つき
- ニールセン：交響曲第6番『センプリーチェ』第4楽章
- プロコフィエフ：ピアノ協奏曲第3番の第2楽章
- バルトーク：ヴァイオリン協奏曲第2番の第2楽章
- ヴォーン・ウィリアムズ：交響曲第8番の第1楽章
- レスピーギ：「リュートのための古風な舞曲とアリア」第3組曲の第3楽章「シチリアーナ」
- ブリテン：オペラ『ピーター・グライムズ』の「パッサカリア」（第2幕第2場への間奏曲） - 独立した作品としても編まれている。